# Kai Pahlman
Kai Pahlman, född 8 juli 1935 i Helsingfors, död 8 mars 2013, var en finländsk fotbollsspelare. Under karriären spelade han för HPS, HJK Helsingfors och Reipas. Han gjorde även 56 landskamper för Finlands landslag. Pahlman blev 1958 utsedd till Årets fotbollsspelare i Finland.
Kai Pahlman var även musiker och spelade piano i musikalfilmen "Tähtisumua" 1961.

## Meriter
HPS
- Tipsligan: 1957
- Finlands cup: 1962

HJK Helsingfors
- Finlands cup: 1966

Reipas
- Tipsligan: 1970
- Finlands cup: 1972